# Srednjoeuropsko sveučilište
Srednjoeuropsko sveučilište (CEU, eng. Central European University) privatno je sveučilište koje se nalazi u Budimpešti, a pruža studije iz područja humanističkih znanosti, društvenih znanosti, prava, javne politike, menadžmenta, znanosti o okolišu i matematike.
Sveučilište je osnovao mađarsko-američki upravitelj hedge fondovima, politički aktivist i filantrop George Soros. S budžetom od 880 milijuna američkih dolara, CEU je jedno od najbogatijih sveučilišta u Europi. Sastoji se od 13 akademskih odjela, 17 istraživačkih centara i dvije škole. CEU zastupa i načelo otvorenih društava.

## Vanjske poveznice
- Službene stranice